# Янко Василев
Янко Василев, наричан Чума или Чука, е български революционер, деец на Вътрешната македоно-одринска революционна организация.

## Биография
Василев е роден в 1871 година в костурското село Осничани, тогава в Османската империя, днес Перикопи, Гърция. Влиза във ВМОРО. В 1904 година в Свободна България се среща с войводата Андрей Газепов и под негова команда образуват чета, която преминава турската граница при Кочериново и навлиза в Пирин. След 20 дена участва в тежкото сражение при Сенокос, в което заива войводата и в последвалото сражение над Банско, в което загива помощник-войводата Иван Анастасов. Василев успява са се спаси и да премине на българска територия при Рилския манастир.
През Илинденско-Преображенското въстание е в отряда на Иван Попов и взима участие в нападението на Билища, превземането на градеца Невеска и голямото сражение в планината Върбица над село Загоричани и сражението при Порта на планината Вич.
При избухването на Балканската война в 1912 година е доброволец в Македоно-одринското опълчение и служи в четата на Стефан Николов – Калфата, Никола Андреев и Костадин Ненчев. Участва в сражения при гара Бук, Палас, блокадата на село Балабан, при изгонването на турците от село Горно Дерекьой, при превземането на поста при Рожен и много сражения.
След разгрома на въстанието емигрира в Свободна България. На 16 април 1943 година, като жител на Пловдив, подава молба за българска народна пенсия, която е одобрена и пенсията е отпусната от Министерския съвет на Царство България.